# يوكي تاي
يوكي تاي (泰勇気 تاي يوكي) هو ممثل ياباني ولد في 6 أكتوبر 1977م في طوكيو.

## أدواره في الأنمي

### مسلسلات أنمي تلفزيونية
- غوست هنت - كازويا شيبويا
- الخادم الأسود Book of Circus - بيتر
- جوشين إنبو - هيوسيه
- سكول رمبل - كينتارو نارا
- سكول رمبل:الفصل الدراسي الثاني - كينتارو نارا
- الفارس ديون - ديون دو بومون
- هيوكا - تاكيو كاتستا
- دا كابو - جونيتشي أساكورا
- دا كابو سكند سيزن - جونيتشي أساكورا
- البدلة المتنقلة جاندام سيد ديستني - تشين جان يي

### أنمي الإنترنت
- سينت سيا: سول أوف غولد - هريسفيلغر بالدر

### أوفا أنمي
- دا كابو إف - جونيتشي أساكورا
- سكول رمبل:حصص إضافية - كينتارو نارا

## أدواره في ألعاب الفيديو
- سونيك لوست ورلد - زور

## أدواره في الدبلجة اليابانية
- غرافيتي فولز - ديبر باينز
- ترانسفورمرز: برايم - ويلجاك

## وصلات خارجية
- يوكي تاي على موقع IMDb (الإنجليزية)
- يوكي تاي على موقع ألو سيني (الفرنسية)
- يوكي تاي على موقع ميوزك برينز (الإنجليزية)
- يوكي تاي على موقع قاعدة بيانات الفيلم (الإنجليزية)
- يوكي تاي على موقع كينوبويسك (الروسية)
- يوكي تاي على موقع ANN person (الإنجليزية)